# 野宮一範
野宮 一範（のみや かずのり、2月6日 - ）は、日本の男性声優。レオパード・スティール所属。岡山県出身。

## 人物
- 子供のころに見た『新機動戦記ガンダムW』のヒイロ・ユイを見て声優を目指す。
- 玩具、フィギュア収集が趣味で秋葉原のフィギュアショップでアルバイトをしていた。自身も造形が趣味で自作のフィギュアをワンダーフェスティバルなどの模型イベントで販売したりもしていた[4]。
- 2017年4月1日よりレオパード・スティールと業務提携し、現在は所属。以前はキャロットハウス[2]、コペルに所属していた。
- 『緋色の欠片』で共演した三宅麻理恵に、川原慶久と共に二次元同好会に入れられた[5]。

## 出演
※太字はメインキャラクター。

### テレビアニメ
2010年
- 薄桜鬼（2010年 - 2012年、松前兵、薩摩兵、佐々木愛次郎） - 2作品

2012年
- 緋色の欠片（狗谷遼） - 2作品

2013年
- げんしけん 二代目（男子〈矢島の同級生〉）
- BROTHERS CONFLICT（佐々倉和馬）

2015年
- 洲崎西 THE ANIMATION（車掌、ポップコーンおじさん）

2016年
- 学園ハンサム（鏡蓮児）

2020年
- 巨人族の花嫁（プレイヤーA、巨人F）

### OVA
- 学園ハンサム The Animation（2015年、鏡蓮児[8]）

### ゲーム
2005年
- 新紀幻想スペクトラルソウルズII（カーム、ヴォーゲル）
- 月は切り裂く 〜探偵 相楽恭一郎〜（羽村）
- 星の降る刻（真壁龍之介）

2006年
- 仔羊捕獲ケーカク! スイートボーイズライフ（菱崎郁都）
- スペクトラルフォース3
- 緋色の欠片（狗谷遼）
- ブレイジングソウルズ（ヴァン、エドヴァルト）
- 闇夜にささやく〜探偵 相楽恭一郎〜（百瀬弘明）

2007年
- アブソリュートブレイジングインフィニティ（ヴァン、エトヴァルト）
- アポカリプス～ディザイアネクスト～（アステル）
- 桜蘭高校ホスト部（ジャン・ピエール・レオ）
- しゃるうぃ〜☆たころん（タケゾー）
- 緋色の欠片 〜あの空の下で〜（狗谷遼）
- 翡翠の雫 緋色の欠片2（狗谷遼）
- ミストオブカオス
- 妖鬼姫伝〜あやかし幻灯話〜（緋原龍一）

2008年
- 紫の焔（近衛春咲）
- 蒼黒の楔 緋色の欠片3（狗谷遼）
- ふしぎ遊戯 朱雀異聞（兄）
- プティフール（山本）
- スペクトラルフォースジェネシス（コールマン）

2009年
- アガレスト戦記ZERO
- ダテにガメついわけじゃねェ! 〜ダンジョンメーカー ガールズタイプ〜（若）
- 緋色の欠片 愛蔵版 〜あかねいろの追憶〜（狗谷遼）
- ヒイロノカケラ 新玉依姫伝承（狗谷志郎）
- レッツ全力ヒッチハイク!!!!!!!!（むすこ、おとん）

2010年
- アガレスト戦記2（デューク、カオス）
- CLOCK ZERO 〜終焉の一秒〜
- 戦国大戦 - 1560 尾張の風雲児 -（高坂昌信、堀秀政、河田長親など）
- デザート・キングダム（ヴィ）
- 薄桜鬼 黎明録（佐々木愛次郎）
- 原宿探偵学園 スチールウッド（小宮山遥）
- 猛獣使いと王子様

2011年
- 戦国大戦 - 1570 魔王 上洛す -（浅井長政、上杉景勝、EX竹中半兵衛など）
- 薄桜鬼 黎明録 ポータブル（佐々木愛次郎）
- ヒイロノカケラ 新玉依姫伝承 ―Piece of Future―（狗谷志郎）
- ワンド オブ フォーチュン2 〜時空に沈む黙示録〜（カダ）

2012年
- あまつみそらに! 雲のはたてに（根津満広）
- エクストルーパーズ（ブラット）
- 戦国大戦 - 15XX 五畿七道の雄 -（成田長親、安国寺恵瓊、SS羽柴秀吉など）
- 蒼黒の楔 緋色の欠片3 明日への扉（狗谷遼）
- 十鬼の絆 〜関ヶ原奇譚〜
- 薄桜鬼 黎明録 DS（佐々木愛次郎）
- 薄桜鬼 黎明録 名残り草（佐々木愛次郎）
- ラブマジ（美墨想）
- ワンド オブ フォーチュン2 〜君に捧げるエピローグ〜（カダ）

2013年
- 〜聖魔導物語〜（ギガディス）
- Solomon's Ring 〜風の章〜（ダンダリオン）
- デザート・キングダム ポータブル（ヴィ）
- パステルチャイム3 バインドシーカー （海堂エイジ）
- フェアリーフェンサー エフ（邪神）

2015年
- フェアリーフェンサー エフ ADVENT DARK FORCE（邪神）

### ドラマCD
- 音の出るにょっき（村長）
- 殻の少女（葛城シン）
- スズノネセブン!（城戸幸村）
- 多数欠（須藤）
- 薄桜鬼 ドラマCD 〜近藤さんの悩みの種〜（浪士[16]）
- 緋色の欠片シリーズ（狗谷遼）
- ヒイロノカケラ 新玉依姫伝承 ドラマCD 【諏訪プロデュース・守護者育成計画】（狗谷志郎）
- 月刊少女野崎くん（ギャルゲー主人公）

### 吹き替え
- 愛知国際女性映画祭 「ボクとママとおまわりさん」（パパ）
- キンダーフィルムフェスティバル・「クロゼット」（いじめっ子）

### ラジオ
- ラジオ緋色の欠片 紅陵学院保健室（メインパーソナリティー ラジオ大阪、HiBiKi Radio Stationで2012年10月 - 12月）

### イベント
- オトメイトパーティー（2007年 - 2012年）
- Japan乙女Festival2（2012年2月）
- 緋色の欠片季封村秋祭り（2012年9月）

### CD
- 緋色の欠片 キャラクターソングシリーズ vol.2
- ヒイノカケラ 新玉依姫伝承 キャラクターソングCD
- Solomon's Ring 〜風の章〜主題歌

### CM
- 「みずほ銀行宝くじ総合広告」 ナレーション
- 「海老名ビナウォーク」 ビナ6
- 「地魚河岸三代目」コミック ナレーション
- 「LaQ」 ナレーション
- 「CABAL ONLINE」ナレーション

### ナレーション
- 「偵神宮司三郎DS」 PVナレーション
- 「パチンコ天童よしみ 平安絵巻 VP」
- 「狂犬病対策マニュアル」
- 「金融機関向けxfyマニュアル・ソリューション」
- BayFM「茂野製麺」 CMナレーション